# Elachiptera salinaria
Elachiptera salinaria is een vliegensoort uit de familie van de halmvliegen (Chloropidae). De wetenschappelijke naam van de soort is voor het eerst geldig gepubliceerd in 1987 door Sabrosky and Valley.